# Železniška postaja Lesce - Bled
Železniška postaja Lesce - Bled je ena izmed železniških postaj v Sloveniji, ki oskrbuje bližnje naselje Lesce. Z avtobusnimi zvezami povezuje tudi Bled.